# Shindokaï

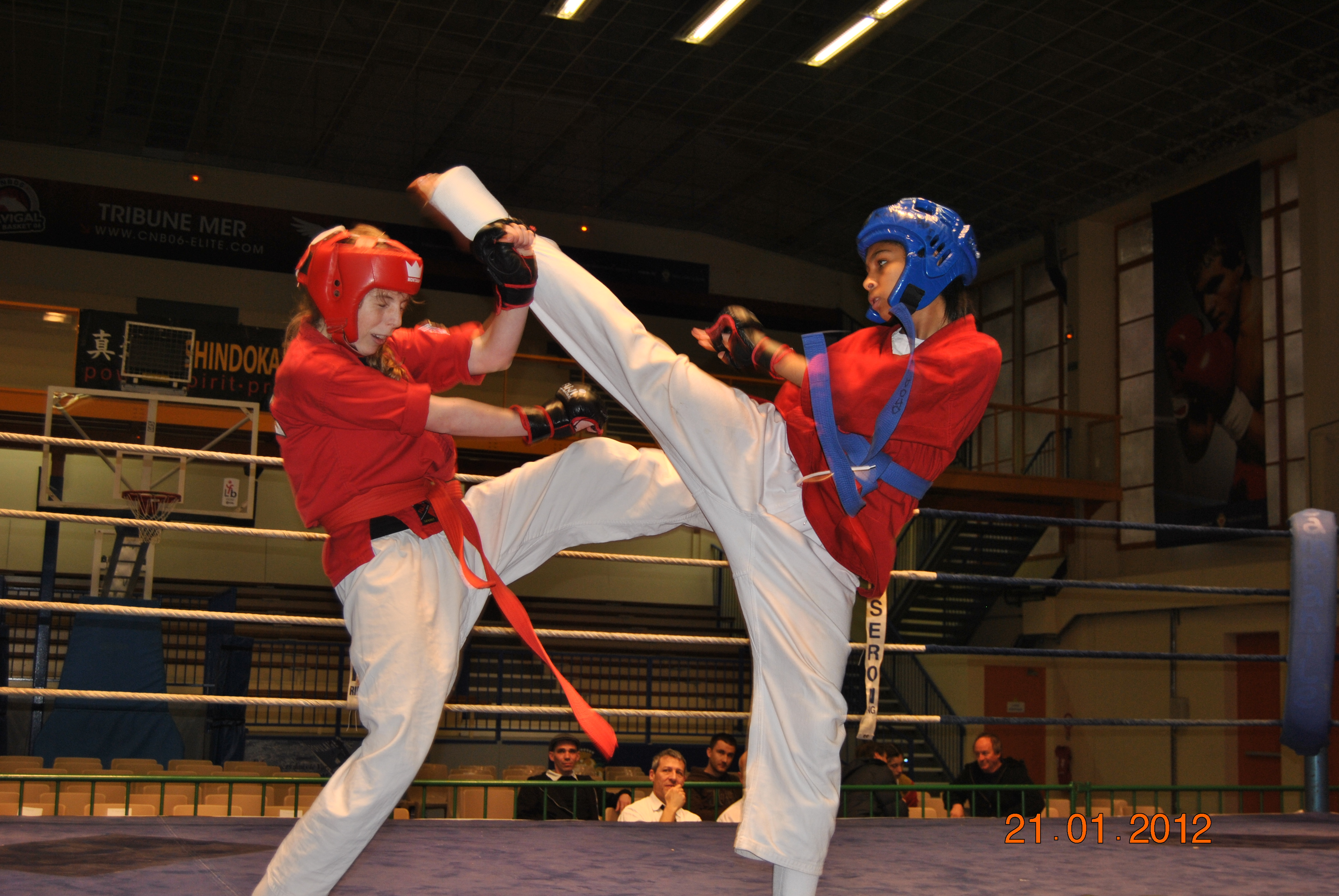
DOGGI BLANC ET ROUGE

Le shindokaï Kancho Gilles RICHARD Fondateur du Shindokai qui est un art martial d'origine japonaise, pratiqué sur tous les continents. Il signifie organisation de la Voie de la Vérité, on peut retrouver le terme « Shin » dans Kyokushin par exemple . 
Comme la plupart des Karatés au contact, il est issu du Karaté Kyokushin de Maître Oyama. Néanmoins, il se singularise des autres arts martiaux par des règles de combat très ouvertes et multiples: Shindokaï martial en dogi avec saisies et projection, clés et étranglements proches du sambo, Shindokaï soumission (même règlement mais avec un temps de lutte au sol de 30 secondes maximum au lieu de 5), Shindokaï boxing (avec le bas du dogi "kimono", des gants de boxe de 14 OZ soit de 396 grammes mais toujours avec les saisies, clés et projections.
L'esprit de fair-play et de respect des enseignants et des combattants est pour les dirigeants de cette école le plus important, il est enseigné avant toute technique. La volonté du Shindokaï est de former avant tout des "bons humains" qui seront ensuite de bons combattants.
Le président de l'International Shindokaï-Kan fondée en janvier 2007 est responsable du Shindokaï et fondateur de cette école, Richard Gilles Brevet d'État d’Éducateur Sportif 2e degré .7emeDan FFKDA. Richard Gilles. Il fut aussi le président de l'European Shidokan Fédération. Il quitta ces 2 postes courant de l'année 2006, après avoir été limogé par le Japon avant de fonder le Shindokaï.
Chaque année depuis 13 ans est organisé un stage international dans un pays différent afin que chaque leader national rencontre les nouveaux arrivants sous l'appellation Shidokan avant 2006 et Shindokaï après. 
De nombreux grands galas et tournois se sont déroulés à travers le monde: Arménie, Égypte, Lituanie, Pologne, France, Pakistan, Iran. Les pratiquants du Shindokaï participent aussi à des compétitions d'autres écoles ou styles afin de parfaire leur technique telle que du Kyokushin,Shinkyokushin ou Kempo.
L'insigne du Shindokaï est un emblème de Sakura utilisé lors de l'existence des derniers Samouraïs, on peut retrouver ce même insigne en Arménie mais avec une autre signification qu'est l'éternité.
2 championnats d'Europe se sont déjà organisés, 2007: Lituanie, 2008: Pologne.
POWER SPIRIT et PROBITY sont le symbole du Shindokaï
Le Shindokaï est officiellement reconnu en France comme un Karaté-Jutsu au sein de la F.F.K..D..A
2 adhérents du Shindokaï France ont tenté l'épreuve des 100 combats en France (3 heures et 20 minutes) et ont réussi cette épreuve : dont M. TRAORE Christophe.
Une rencontre mondiale s'est déroulée en 2013 à Milan et la suivante est programmée pour l'année 2014

## Principaux pratiquants
Les principaux pays pratiquant le Shindokaï sont:
- Roumanie

- Hongrie

- Pologne

- Russie

- Belgique

- Lettonie

- Portugal

- Sri Lanka

- Pakistan

- Népal

- Arménie

- Georgie

- Lituanie

- RDC

- Maroc

- Algérie

- Égypte

- Tunisie

De nombreux pratiquants Shindokaï à travers le monde sont champions du monde de Muaythaï, de Kick-Boxing, du K1...

## Record
Christophe Traore a lui aussi réussi l'épreuve des 100 combats dans le gymnase Pierre de Coubertin à Goussainville le samedi 8 février 
2014  devant une salle pleine de spectateurs. il est le 18e à avoir réussi cette épreuve dans le monde.

## En France
Le Shindokaï-Kan est officiellement reconnu au sein de la Fédération française de karaté et disciplines associées
(F.F.K.D.A. )comme le Karaté Jutsu. Le Shindokaï France est membre de l'European Shindokaï-Kan Fédération mais aussi de l'International Shindokaï-Kan League.
Depuis 2011 le Shindokaï France organise de grands galas à caractère caritatifs.
Le premier championnat du monde est en préparation pour un avenir proche.
Ce sport est néanmoins séparé en deux branches : la branche professionnelle du Shindokaï qui est interdite en France et la branche amateur.

## Galerie

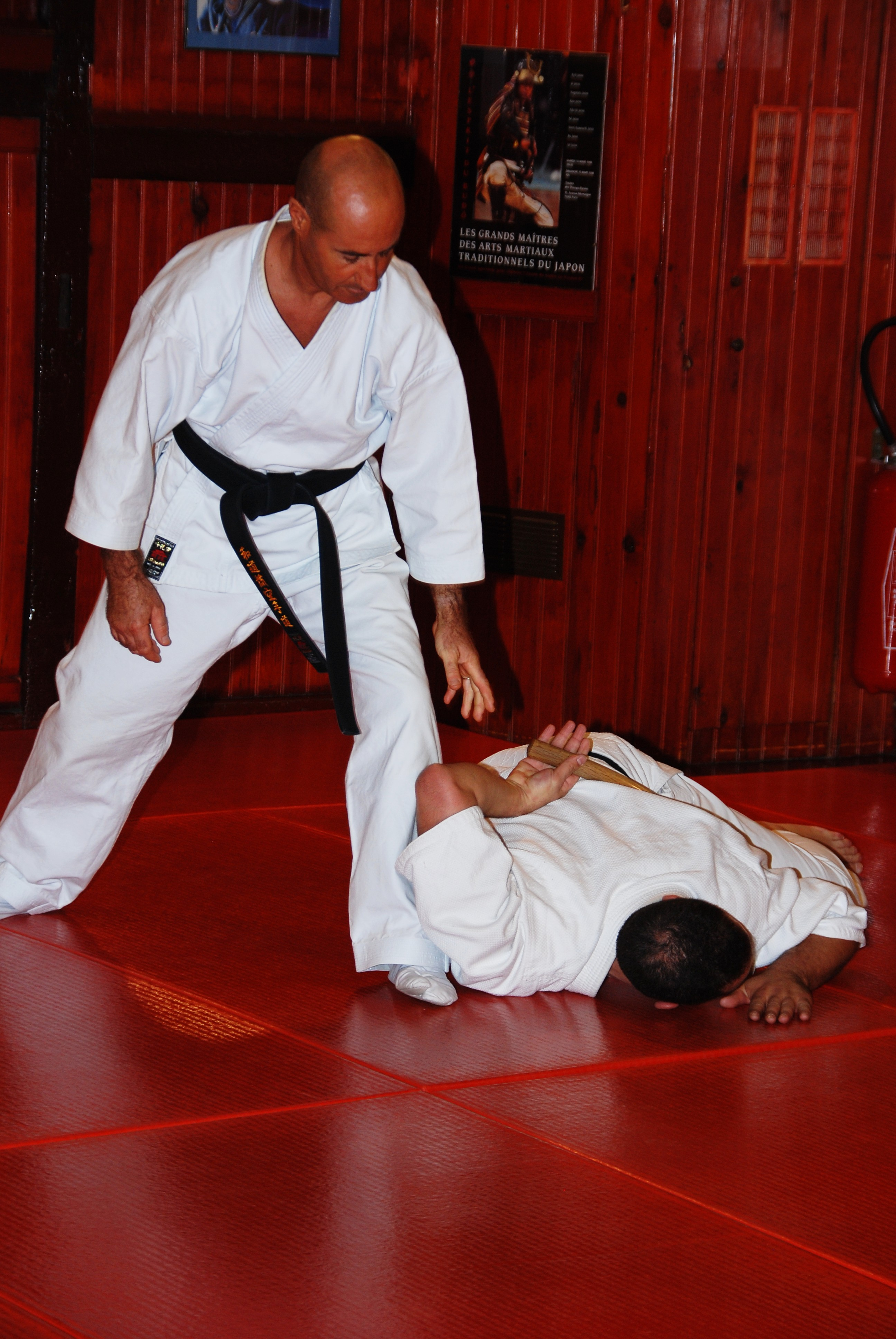

## Note et référence
1. ↑  « Le site Shindokai - France », sur shindokai-france.org via Internet Archive (consulté le 13 octobre 2023).
2. ↑  « Shindokai - France : le symbôle de l'eau », sur shindokai-france.org via Internet Archive (consulté le 13 octobre 2023).

http://kimedojo.free.fr/shindokai.html